# Joe Sinnott
Joe Sinnott   (Saugerties, 16 d'octubre de 1926 - Saugerties, 25 de juny de 2020)  fou un autor de còmics, nord americà. Va treballar principalment com entintador, és conegut sobretot per la seva llarga temporada a Fantastic Four, de 1965 a 1981 (i breument a finals dels anys vuitanta) de Marvel Comics, al principi sobre els llapis de Jack Kirby. Durant els seus 60 anys com a autònom de Marvel i després assalariat treballant a casa seva, Sinnott va entintar pràcticament tots els títols importants, amb notables etapes a The Avengers, The Defenders i Thor.
L'empresari de Marvel, Stan Lee, a mitjans dels anys 2000, citava a Sinnott com l'entintador més demandat de la companyia, dient de manera jocosa: "Els dibuixant solien llançar tota mena de terribles amenaces si no m’assegurava que Joe, i només Joe, entintaria les seves pàgines. Sabia que no podia satisfer a tothom i que havia de guardar les sèries més importants per a ell. Per a la majoria dels dibuixants, tenir la tinta de Joe Sinnott a les seves obres eren com agafar l'anell de llautó." L'art de Sinnott va aparèixer en dos segells commemoratius del servei postal dels Estats Units el 2007, i va continuar entintant la tira còmica dominical The Amazing Spider-Man Sunday fins a la seva jubilació el 2019.

## Biografia
Nascut a Saugerties, Nova York, Joe Sinnott va ser un dels set fills d'Edward i Catherine McGraw Sinnott; els seus germans petits van ser Frank, Anne, Edward i tres que li van fer precedir, Jack, Richard i Leonard. Va créixer en una residència on proveïen principalment a professors d'escoles, alguns dels quals van inspirar en el jove Sinnott un amor pel dibuix. Les seves influències en còmic infantil inclouen la tira còmica Terry and the Pirates i els personatges de comic book Batman, Congo Bill, Hawkman i Zatara.
Després de la mort en acció del seu germà Jack, membre de la Tercera Divisió de l'exèrcit dels Estats Units, el 1944, Sinnott va accedir als desitjos de la seva mare de no ser reclutat en el mateix exèrcit, i es va allistar a la Marina a la tardor d'aquell any. Després de servir amb els Seabees a Okinawa durant la Segona Guerra Mundial, conduint un camió de municions, va ser donat de baixa el maig de 1946. Després de treballar tres anys a la planta de fabricació de ciment del seu pare, va ser acceptat a l'Escola de dibuixos i il·lustradors (més tard Escola d'Arts Visuals) de la ciutat de Nova York el març de 1949, assistint a la G.I. Bill of Rights.
El primer treball d'art en solitari de Sinnott va ser la presentació de reserva "Trudi" pel còmic d'humor de les publicacions de St. John, Mopsy núm. 12 (setembre de 1950). Més tard, durant unes vacances escolars de dues setmanes l'agost de 1950, es va casar amb la seva núvia Betty Kirlauski (7 de març de 1932 - 1 de novembre de 2006), amb qui va romandre casat durant 56 anys fins a la seva mort.
L'instructor de l'escola de caricaturistes i il·lustradors Tom Gill li va demanar a Sinnott que fos el seu ajudant en el seu treballs de còmics com autònom. Amb el seu company de classe Norman Steinberg, Sinnott va passar nou mesos dibuixant fons i secundaris, inicialment als còmics de l'oest de Dell Comics de Gill. Sinnott va recordar el 1992 "prendre la Long Island Rail Road cada cap de setmana i treballar tot el dia dissabte i diumenge". Va dir el 2003, "Tom ens estava pagant molt bé. Jo encara assistia a l'escola i treballava per Tom durant les nits i els caps de setmana", amb un treball nocturn afegit després que es cansés de viatjar diàriament a Long Island i va començar a treballar [a] la seva habitació del carrer 75 per 7 dòlars a la setmana.
Sinnott va recordar el 1992 que el seu primer treball per a Gill va ser el còmic de l'oest Red Warrior i més tard Kent Blake of the Secret Service, ambdues per a Atlas Comics, una predecessora de Marvel Comics. "Tom faria tots els caps. Nosaltres faríem tota la resta. Faria els fons i les figures, però com que eren pel compte de Tom, faria els caps perquè semblés el seu treball. Això ho vaig fer durant uns nou mesos. Va ser un gran aprenentatge ", va dir, afegint,"Mai puc dir suficientes coses bones sobre Tom Gill. Ell em va donar posar en marxa."

### Timely/Atlas
Passant a la professionalitat, Sinnott el 1951 es va reunir amb l'editor Stan Lee de la iteració de Marvel Comics de la dècada de 1950, Atlas Comics. Va recordar, "Stan no em pot rebutjar perquè està acceptant tota la feina que portem. Així que vaig passar a veure Stan i em va donar un guió de seguida..." A causa que no es solien acreditar els autors en aquell moment, les fonts difereixen del primer encàrrec de Sinnott a Atlas que no fos per Gill. Una font estàndard proporciona dues històries publicades el mateix mes: la història de l'oest de quatre pàgines de farciment "The Man Who Wouldn't Die" a Apache Kid # 8 (setembre de 1951), i la de dues pàgines "Under the Red Flag" a Kent Blake of the Secret Service #3 (setembre de 1951).
Independentment, Sinnott continuaria dibuixant multitud d'històries en molts gèneres per a la companyia al llarg de la dècada: històries de terror, ciència-ficció i fantàstia sobrenatural per a Adventures into Terror, Astonishing, Marvel Tales, Menace, Journey into Mystery, Strange Tales, Uncanny Tales i altres; històries de còmics de guerra per a Battle, Battle Action, Battlefield, Battlefront, Combat, Navy Combat i altres, incloses històries de guerra històriques a Man Comics ; històries bíbliques en Bible Tales for Young Folk; còmic de l'oest a Frontier Western, Gunsmoke Western, Two Gun Western, Western Outlaws, Wild Western i altres, co-creant amb escriptors desconeguts els herois titulars de The Kid de Texas i Arrowhead, aquest últim protagonitzat per un guerrer indígena americà; i la història del crim ocasional (Caught) i la història romàntica (Secret Story Romances).
Sinnott va viure a la ciutat de Nova York durant tres anys mentre assistia a l'escola d'art, vivint a prop de Broadway i West 74th Street al Upper West Side de Manhattan, i després va tornar a la seva ciutat natal de Saugerties, Nova York, on ha passat la seva vida.
Durant un retrocés econòmic de 1957, quan Atlas va deixar anar la major part del seu personal i autònoms, Sinnott va trobar altres treballs durant sis mesos abans de tornar a ser cridat per la companyia. Com altres autònoms, es prenia talls esporàdics del seu percentatge de pàgines, fins i tot abans de la implotació de l'empresa. "Vaig tenir fins a 46 dòlars la pàgina de llapis i tintes. Aquesta va ser una bona taxa el 1956, quan va començar la davallada. Va baixar fins a 21 dòlars la pàgina quan Atlas va deixar de contractar-me. ... Stan em va trucar i em va dir: "Joe, Martin Goodman em va dir que suspengués les operacions perquè tinc tota aquesta obra d'art a la casa i l'he de fer servir abans de poder contractar-te de nou." Va resultar ser sis mesos, en el meu cas. És possible que hagi tornat a trucar a altres artistes més tard, però això és el que va passar amb mi".
Va començar a fer art comercial com cartelleres i portades de discos, com negre per a alguns artistes de DC Comics i treball per a Classics Illustrated. Jack Kamen, antic artista d'EC Comics en aquella època era el director d'art de 12 volums de Harwyn Publishing, de la Harwyn Picture Encyclopedia per a nens de 1958, i Sinnott va formar part d'una col·lecció de col·laboradors que incloïen artistes de la EC com Reed Crandall, Bill Elder, George Evans, Angelo Torres i Wally Wood. Sinnott també va iniciar una llarga associació amb l'editorial George Pflaum, Treasure Chest, un còmic orientat als catòlics distribuït a les escoles parroquials. Amb Bob Wischmeyer, un escriptor editor del Treasure Chest, Sinnott va col·laborar en una tira Johnny Hawk, All American per a atletes de la universitat, que no es va arribar a vendre.

## Edat de plata dels còmics
A l'època que historiadors i col·leccionistes anomenen l'edat de plata dels còmics, a finals dels anys 1950 i 1960, Sinnott va continuar fent ocasionals històries a llapis i tinta per a Atlas Comics, que va passar a la naixent Marvel Comics, contribuint a títols "pre-superherois de Marvel" com Strange Tales, Strange Worlds, Tales to Astonish, Tales of suspense i World of Fantasy. També va començar a treballar per a Charlton Comics, formant equip com dibuixant a llapis amb l'entintador Vince Colletta en diverses històries de còmics romàntics de sèries, com ara First Kiss, Just Married, Secrets romàntics, Sweethearts i Love-Age Love que faria fins al 1963.
La primera col·laboració de Sinnott amb Jack Kirby, un dels creadors més importants i influents històricament del còmic i el llapis amb qui se sol identificar, va venir amb la història de còmics de guerra "Doom Under the Deep" a Battle núm. 69 (abril de 1960) d'Atlas. Després d'una història sobrenatural de Kirby a Journey into Mystery, el número 58 (maig de 1960), va entintar la història del monstre gegant, reimprimida en dos ocasions de Kirby "I Was Atraped By Titano the Monster That Time Forgot" a Tales to Astonish núm. 10 (juliol de 1960), tot i que la portada no presentava aquesta història principal. Sinnott el 1992 va creure que la seva primera col·laboració Kirby va ser una història occidental titulada "Outlaw Man from Fargo", però res que s'assembli apareix a les bases de dades estàndard.
Sinnott va fer una altra història de pre-superheroi de Kirby a Atlas, "I Was a Decoy for Pildorr: The Plunderer from Outer Space", a Strange Tales núm.94 (març de 1962), abans d'entintar la seva primera història de superherois Marvel: l'escriptor-editor Stan Lee i llapis/guió The Fantastic Four núm. 5 (juliol de 1962) de Kirby, el número que presenta el Dr. Doom, un supermalvat de llarga carrera.
Sinnott va explicar perquè no es va quedar a The Fantastic Four després del seu senzill número inicial,
| « | (anglès) Before Stan called me to ink Jack on Fantastic Four núm.5, I never knew the Fantastic Four existed. I lived up here in ... the Catskill Mountains, and I never went down to the city at that time. ... Everything was done by mail and I didn't know what books were coming out, even. ... Stan called me up and said, 'Joe, I've got a book here by Jack Kirby and I'd like you to ink it, if you could. I can't find anybody to ink it. ... [When the pencil art arrived,] I was dumbfounded by the great art and the characters. ... I had a ball inking it. I remember when I mailed it back, Stan called me. He said, 'Joe, we liked it so much, I'm going to send you #6.' So he [did], but I had committed myself [to] another account at [publisher George A. Pflaum's Catòlic comic book] Treasure Chest ... and this was a 65-page story I was going to have to do on one of the Popes ["The Story Of Pope John XXIII, Who Won Our Hearts", in vol. 18, #1-9 (Sept. 13, 1962 - Jan. 3, 1963)]. I had committed myself to it, so when I had started #6, I think I just did a panel or two. I had to send it back to Stan. | (català) Abans que Stan em cridés per entintar a Jack a Fantastic Four núm. 5, no sabia que existien els Fantastic Four. Vaig viure aquí a ... les Catskill Mountains, i mai no baixava a la ciutat en aquell moment. ... Tot es feia per correu i no sabia tampoc quins còmics sortien. ... Stan em va trucar i em va dir: "Joe, tinc aquí un còmic de Jack Kirby i m'agradaria que l'entintessis, si poguessis. No puc trobar ningú per entintar-ho. ... [Quan va arribar l'art del llapis,] vaig quedar embogit pel gran art i els personatges. ... disfrutava molt entintant-lo. Recordo quan el vaig enviar per correu, em va trucar Stan. Va dir: "Joe, ens va agradar molt, vaig a enviar-te el núm. 6". Ell ho va fer, però jo m’havia compromès [a] un altre encàrreg al [còmic catòlic de l'editor George A. Pflaum] Treasure Chest ... i aquesta era una història de 65 pàgines que havia de fer d'un dels papes ["La història del papa Joan XXIII, que va guanyar els nostres cors", a vol. 18, núm. 1-9 (13 de setembre de 1962 - 3 de gener de 1963)]. M’havia compromès amb això, així que quan havia començat el número 6, crec que només en vaig fer una vinyeta o dos. | » |

Sinnott havia entintat llavors la introducció del déu nòrdic superheroi Thor, a Journey into Mystery núm. 83 (agost de 1962). També va entintar la portada de Kirby del número següent i, després del seu projecte papal, va dibuixar i entintar cinc històries posteriors de Thor, en els números núm. 91-92, 94-96 (abril-setembre de 1963).
A part d'aquests treballs esporàdics, però, Sinnott va ser entintador principalment per Charlton durant aquest període, amb treballs ocasionals per American Comics Group i Dell Comics, per la qual feia treballs a llapis i dibuix complet d'adaptacions de cinema i televisió, i va dibuixar a llapis el one-shot biogràfic The Beatles #! (Nov. 1964). Després, el 1965, va tornar a Marvel per treballar pràcticament exclusivament, començant per la seva portada i la història, "Where Walks the Juggernaut", de The X-Men núm. 13 (setembre de 1965).
Després d'això, Sinnott va començar la seva llarga i cèlebre interpretació en un títol insígnia de Marvel, Fantastic Four, entintant Kirby a "The Gentleman's Name Is Gorgon! or What a Way to Spend a Honeymoon!" al número 44 (nov. 1965). Va romandre a la sèrie a la sortida de Kirby després del número 102 (setembre de 1970), després d'haver contribuït visualment a les introduccions de Galactus, Silver Surfer, Black Panther, Inhumans, Adam Warlock (en aquell moment només conegut amb el nom de Him) i altres personatges - i va continuar fins al 1981, faltant un número aquí i allà o simplement entintant la portada. Va fer un breu retorn a finals dels anys vuitanta. Entre els seus llapis posteriors a Kirby figuraven John Romita, John Buscema, Bill Sienkiewicz, Rich Buckler i George Pérez.
Com un historiador del còmic va valorar la col·laboració artística de Kirby-Sinnott a mitjans dels anys seixanta, 
| « | (anglès) In an uncanny stroke of luck and perfect timing, just when Kirby gained the time to improve his artwork, Joe Sinnott became the FF's regular inker. Sinnott was a master craftsman, fiercely proud of the effort and meticulous detail he put into his work. ... That slick, stylized layer of India ink that Sinnott painted over Kirby's pencils finished Jack's work in a way that no other inker ever would. Comic fans had never witnessed art this strange and powerful in its scope and strength. | (català) En un estrany cop de sort i de sincronització perfecta, just quan Kirby va tenir temps per millorar el seu art, Joe Sinnott es va convertir en l'entintador regular de FF. Sinnott era un mestre artesà, feroçment orgullós de l'esforç i del detall minuciós que posava en el seu treball. ... Aquella capa entelada i estilitzada de la tinta xinesa que Sinnott pintava sobre els llapis de Kirby acabava l'obra de Jack d'una manera que cap altre tinta mai ho faria. Els fans del còmic mai havien presenciat art tan estrany i poderós pel seu abast i força. | » |

Durant l'edat de plata dels anys seixanta, Sinnott també va entintar diverses històries del Capità Amèrica de Kirby i el serial "The Inhumans" a Thor; dues històries de Jim Steranko, del superespia Nick Fury i el superheroi Captain America; i el relat d'origen de 38 pàgines de Buscema a The Silver Surfer núm. 1 (agost de 1968), entre altres treballs de Marvel.
Sinnott va recordar el 2006,
| « | (anglès) Down through the years, all through the '60s, [rival] DC Comics always called me and ask me if I'd come over and work for them, and I'd tell them that [Marvel editor] Stan Lee would give me all the work I wanted. Stan had always told me, "Joe, whatever DC offer you, we'll continue to pay you more," no matter what the rates were. In those days all the artists didn't get the same pay, we all got different rates. And I enjoyed the characters that we were working on. | (català) Al llarg dels anys, durant els anys 60, el [rival] DC Comics sempre em va trucar i em va preguntar si venia i treballava per ells, i els deia que [editor Marvel] Stan Lee em donava tota la feina que volia. Stan sempre m’havia dit: “Joe, sigui quina sigui l'oferta de DC, continuarem pagant-te més”, sense importar quines fossin les tarifes. En aquells dies tots els artistes no rebien el mateix sou, tots obteníem tarifes diferents. I gaudia dels personatges en que estàvem treballant. | » |

## Posterior carrera a Marvel

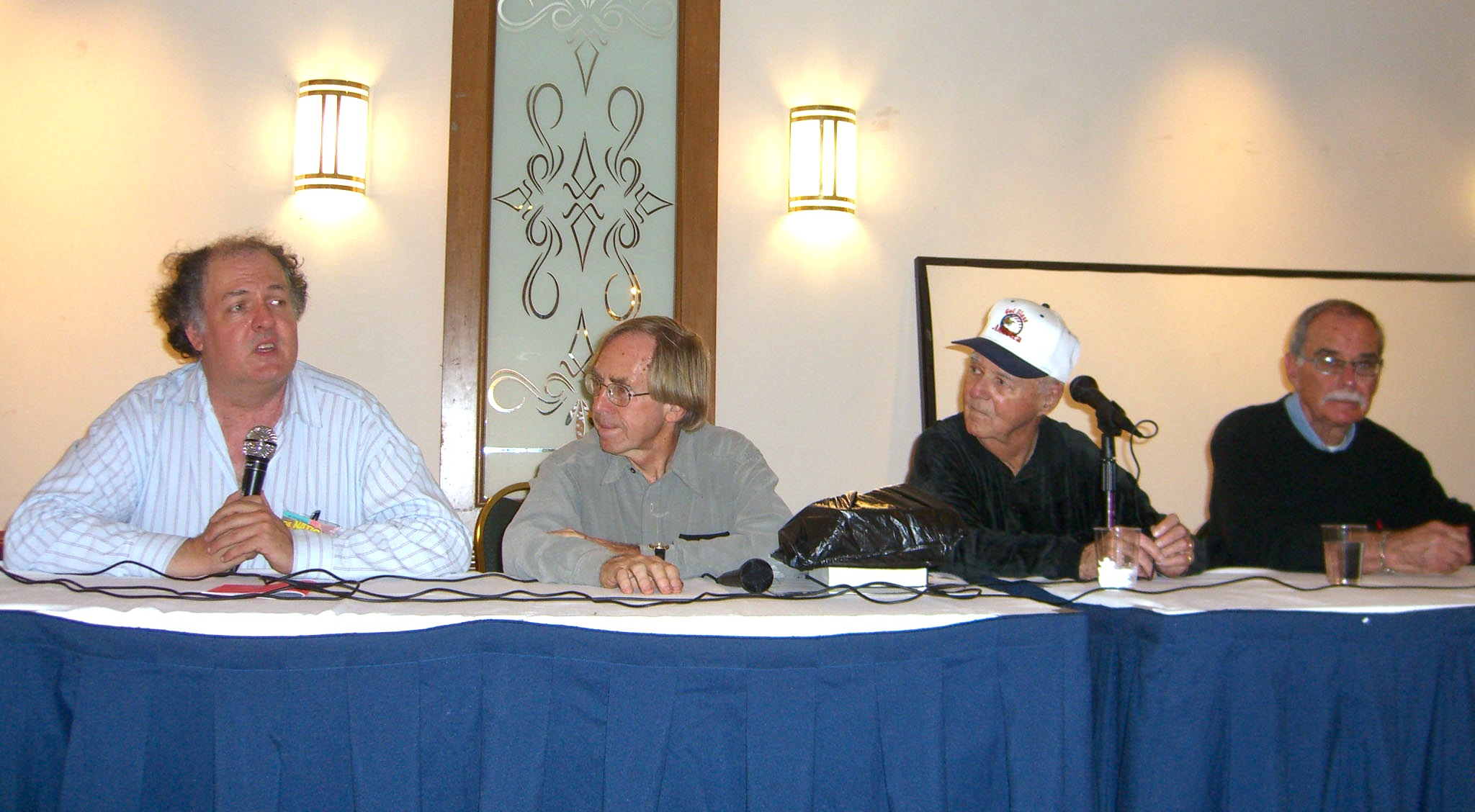
Sinnott, el tercer a l'esquerra, en un panell de 2008 sobre Jack Kirby. Amb ell d'esquerra a dreta es troben Mark Evanier, Roy Thomas i Stan Goldberg.

Durant els seus anys com a autònom de Marvel i després assalariat artístic que treballava des de casa, Sinnott entintava pràcticament tots els títols importants, amb notables publicacions a The Avengers, The Defenders i Thor.
Sinnott es va retirar dels còmics el 1992 per concentrar-se en l'entintat de la tira de premsa dominical The Amazing Spider-Man Sunday, i per fer recreacions de portades de còmics i commissions. Va continuar contribuint esporàdicament a Marvel, i per a Captain America vol. 6, núm. 1 (data de portada setembre de 2011), va entintar a John Romita Sr. en una de les sis versions variants realitzades per a aquest número d'estrena.
Sinnott es va retirar de la tira Amazing Spider-Man el març del 2019, als 92 anys.

## Premis i reconeixement
- Premi Inkpot de 1995[28]
- Premi Inkwell Hall of Fame[29][30]
- Premi Inkwell del 2008 com a Inker favorit (Retro; empatat amb Terry Austin)
- Ambaixador Especial dels Premis Inkwell (2008 – actualitat)[31]
- Premi Will Eisner de la fama 2013.[32]

El 2008, Sinnott va ser nomenat ambaixador especial dels Inkwell Awards. En honor seu, el premi Inkwell's Hall of Fame Award va ser batejat com "Inkwell Award Joe Sinnott Hall of Fame Award" o "Joe Sinnott Award".

## Llegat
Dues imatges de Jack Kirby-Joe Sinnott es troben entre el conjunt de segells commemoratius "Marvel Super Heroes" emesos pel Servei Postal dels Estats Units el 27 de juliol de 2007: La Cosa i Silver Surfer.
Sinnott ha estat nomenat l'intentador número ú dels còmics nord-americans per part d'historiadors del minorista Atlas Comics de Chicago, Illinois, a la seva llista dels 20 primers mitjans, basats en criteris aquí.